# Nationalromantik (arkitektur)
 Der er for få eller ingen kildehenvisninger i denne artikel, hvilket er et problem. Du kan hjælpe ved at angive troværdige kilder til de påstande, som fremføres i artiklen.

Nationalromantik er en betegnelse for en byggestil i Danmark og Skandinavien i perioden ca. 1890 til 1910. Stilen kan ses både som en videreførelse af historicismen og en modreaktion mod denne, idet dens udøvere fortsatte den eklektiske tilgang, hvor romantiserende elementer fra nordisk vikingetid blev koblet med stilelementer fra italiensk renæssance, mens de samtidig forfægtede materialeægthed og funktionalitet. Materialerne skulle have et regionalt præg, hvorfor de foretrukne materialer i Danmark blev tegl (især rød) til mursten og tagsten, granit (fra Bornholm) til sokler, trapper og skulpturel udsmykning og træ til tagkonstruktioner.
De betydeligste repræsentanter for denne byggestil i Danmark var arkitekterne Martin Borch, P.V. Jensen Klint, Hack Kampmann, Martin Nyrop, Einar Packness og Heinrich Wenck.
Stilen deler overlap med skønvirke-stilen, hvor organiske elementer fra jugendstilen blandes med nationalromantikken. Eksponenter for denne retning er Thorvald Bindesbøll, Anton Rosen og Aage Langeland-Mathiesen.
Michael Gottlieb Bindesbøll, Henning Wolff, Johan Daniel Herholdt og Hans J. Holm kan ses som forløbere for nationalromantikken, selvom de tilhører historicismen. Deres værker repræsenterer en begyndende overgang fra historicismen til nationalromantik.
Sideløbende med stilen eksisterede andre stilretninger, hvor palæstil og nybarok var de væsentligste. Efterfølgerne til nationalromantikken var først nybarokken, hvor mange stiltræk stadig indgik (såsom den røde tegl, hvide sprossede vinduer og opdyrkelsen af bygningsklumpen), og derefter i stigende grad Bedre Byggeskik-tendenserne og nyklassicismen.
I Finland var de centrale eksponenter for stilen Eliel Saarinen og Lars Sonck, og i Sverige var Carl Westman, Theodor Wåhlin og Ragnar Östberg væsentlige udøvere af stilen.

## Markante danske værker i kronologisk rækkefølge
- Øvelseshuset, Vallekilde Højskole (1884)
- Bygninger til Den Nordiske Industri-, Landbrugs- og Kunstudstilling i Kjøbenhavn 1888 (1886-88, nedrevet)
- Landsarkivet for Nørrejylland (1890-91)
- Landsarkivet for Sjælland, Lolland-Falster og Bornholm (1891-92)
- Landsarkivet for Fyn (1892-93)
- Københavns Rådhus (1892-1905)
- Østerport Station (1895-96)
- Kystbanens stationer (1895-97)
- Aarhus Toldkammer (1895-97)
- Nathanaels Kirke (1897-99)
- Aarhus Teater (1897-1900)
- Sankt Andreas Kirke (1898-1901)
- Brorsons Kirke (1898-1901)
- Erhvervsarkivet (1898-1902)
- Det Kongelige Bibliotek (1898-1906)
- Kasino-Teatret (1900)
- Esbjerg Station (1902-04)
- Esajas Kirke (1903-12)
- Holstebro Station (1904)
- Vejgaard Kirke (1904)
- Frihavnskirken (1904-05)
- Sankt Elisabeths Hospital (1904-05)
- Ny Vor Frue Kirke (1904-07)
- Københavns Hovedbanegård (1904-11)
- Eliaskirken (1905-08)
- Vanløse Kirke (1906-09)
- Bispebjerg Hospital (1906-13)
- Mariendals Kirke (1907-08)
- Holbæk Rådhus (1909-11)
- Øster Hjermitslev Kirke (1911)
- Idrætshuset (1911-14)
- Sankt Augustins Kirke (1912-14)
- Simeons Kirke (1912-14)
- Zions Kirke (1912-14)
- Rødhus Kirke (1913)
- Gedser Kirke (1913-15)
- Arbejderhjemmet Fredenshus (1914-15)
- Luther Kirken (1914-18)
- Anna Kirke (1914-28)
- Messiaskirken (1918-26)
- Brønderslev Kirke (1920-22)
- Grundtvigs Kirke (1921-40)
- Thomas Kingos Kirke (1922-24)
- Lønstrup Kirke (1926-28)
- Bethlehemskirken (1930)
- Simon Peters Kirke (1930-44)
- Kildevældskirken (1933)
- Højdevangskirken (1934-35)
- Sankt Annæ Kirke (1936-38)
- Jægersborg Kirke (1939-41)
- Vigerslev Kirke (1941)
- Flintholm Kirke (1949)

## Galleri
| - Eksempler - Landsarkivet for Nørrejylland - Århus Toldkammer - Signalpost på Klampenborg Station - Aarhus Teater |

| - Sankt Andreas Kirke - Erhvervsarkivet - Det Kongelige Bibliotek - Københavns Hovedbanegård |

| Arkitektur | Spire Denne arkitekturartikel er en spire som bør udbygges. Du er velkommen til at hjælpe Wikipedia ved at udvide den. |